# Партении
Партении — праздник в Херсонесе Таврическом, посвященный божеству-покровительнице города Деве (Партенос или Парфенос по-гречески).

## Описание
Длился несколько дней. Являлся главным праздником полиса-государства. Как и в других древнегреческих полисах, отмечались также Дионисии, но самым популярным празднеством были Партении.
Праздник упоминается в высеченном на мраморной плите декрете Диофанта (конец II века до н. э., хранится в Эрмитаже):

Да постановит совет и народ увенчать Диофанта, (сына) Асклепиодора, золотым венком в праздник Парфений, во время процессии ... 
Таким образом, праздник сопровождался торжественной процессией, и церемонией награждения отличившихся горожан.
Также проводились спортивные состязания. В их число входили гонки на короткие дистанции с факелом на колесницах, которые символически отражены на монетах второй половины IV в. до н. э.
Другие виды соревнований точно не установлены. Поскольку на херсонесских монетах Дева часто изображалась с луком и стрелами, выдвигалось предположение, что праздник мог сопровождаться также состязанием лучников. Встречается изображение коленопреклоненной Девы, готовящейся к бегу. Возможно, агон в этом виде спорта также был на празднестве.
Средства на проведение празднеств выделялись из «священных сумм», принадлежащих храму Девы в Херсонесе.

## Время проведения праздника
Время точно неизвестно, существует несколько предположений.
Херсонес имел свой календарь, в котором сохранилось (то есть известно на сегодня) лишь пять названий месяцев. Учитывая роль Девы, вероятно один из месяцев, чье название не сохранилось, носил название «партений», и совпадал со временем праздника.
По другой версии, месяц мог носить название артемисий — такой месяц существует в календарях других греческих государств, и приходится на современный апрель.
И третье предположение увязывает время празднования с одним из пяти херсонесских месяцев, чье название сохранилось. Это эвклей. Один из титулов Артемиды — Эвклея (Славная). К тому же декрет Диофанта опубликован в месяц дионисий (современный февраль), а поскольку там упоминается его награждение на шествии в честь праздника, можно предположить, что это произойдёт в ближайшем времени. Эвклей приходится на современный март.